# Phil O'Donnell
Phillip O'Donnell (Bellshill, 25 maart 1972 - Motherwell, 29 december 2007) was een Schots voetballer. Tijdens zijn loopbaan speelde hij voor Motherwell FC, Celtic FC en Sheffield Wednesday.

## Carrière
O'Donnell begon zijn carrière bij Motherwell FC, waar hij in het seizoen 1990-1991 zijn debuut maakte in het betaald voetbal. Hij scoorde in de gewonnen finale van de Scottish Cup van dat jaar, toen Motherwell Dundee United met 4–3 versloeg.
O'Donnell kwam al snel onder de aandacht van grotere clubs, en in 1994 tekende hij voor Celtic FC. De transfersom, die £1,75 miljoen bedroeg, is tot op de dag van vandaag het hoogste bedrag dat Motherwell voor een speler ontving. De Schot bleek erg blessuregevoelig, en in 1999 verhuisde hij naar Sheffield Wednesday. De transfer bleek echter geen goede beslissing, aangezien hij in zijn eerste seizoen slechts eenmaal speelde. Ondanks de degradatie van Wednesday dat seizoen bleef hij bij de club, totdat hij transfervrij mocht vertrekken nadat de ploeg in 2003 opnieuw degradeerde, ditmaal naar de Division Two.
O'Donnell leek te stoppen met zijn carrière als profvoetballer, maar zijn voormalige club Motherwell bood hem aan zich opnieuw bij hen aan te sluiten. In januari 2004 tekende hij voor de tweede keer op Fir Park. Ditmaal speelde hij samen met zijn neef David Clarkson (hij was tevens de oom van Stephen O'Donnell, op dat moment middenvelder bij St. Mirren FC). Al snel werd O'Donnell uitgeroepen tot aanvoerder.

### Overlijden
Op 29 december 2007 zakte hij ineen tijdens een wedstrijd tegen Dundee United. Hij werd ongeveer vijf minuten behandeld op het veld door artsen van zowel Motherwell als Dundee, waarna hij met de ambulance naar het Wishaw General Hospital werd vervoerd. Hij overleed echter onderweg, om 17:18 lokale tijd. Hij was 35 jaar oud. Zijn dood werd kort daarop bevestigd door de voorzitter van Motherwell, Bill Dickie. Uit de autopsie bleek dat hij was overleden aan hartfalen. O'Donnell was getrouwd en had vier kinderen.

#### Reacties
Het overlijden van O'Donnell bracht veel reacties teweeg binnen en buiten de voetbalwereld. Voormalig Eerste Minister Jack McConnell, lid van het Schots Parlement namens Motherwell en Wishaw, was een van de personen die eer betoonden aan de speler. Hij prees de middenvelder als een "echte professional". Hij zei: "Als aanvoerder hielp hij Motherwell dit seizoen te veranderen. Phil zal erg gemist worden door zijn familie en fans, maar zijn dood zal door de hele gemeenschap worden betreurd."
De speler werd omschreven als een "perfecte gentleman" door voormalig bondscoach van Schotland Craig Brown. Hij zei: "Het is zeer, zeer droevig nieuws, ik kan het maar niet te boven komen. Je kan je geen beter rolmodel wensen voor een jonge voetballer dan Phil O'Donnell. Ik denk dat hij in zijn eerste periode bij Motherwell waarschijnlijk de beste middenvelder - niet alleen van Schotland, maar van heel het Verenigd Koninkrijk was."
Fans van Motherwell legden sjaals, shirts en foto's bij de poorten van Fir Park, het stadion van de club. De wedstrijden tegen Hibernian FC van de woensdag daarop werd uitgesteld, evenals de wedstrijd tegen Celtic van de zondag daarna, als teken van respect. Voorzitter van de Scottish Premier League Lex Gold zei: "We hebben van Phil's familie begrepen dat ze het op prijs zouden stellen als de wedstrijd van Motherwell tegen Celtic op zondag 6 januari kon worden uitgesteld. Beide clubs voldoen graag aan het voorstel, en we hebben de wedstrijd afgelast."

### Interlandcarrière
O'Donnell speelde eenmaal voor het Schots voetbalelftal, tegen Zwitserland, tijdens zijn eerste periode bij Motherwell.

## Erelijst
- SPFA Young Player of the Year

1992, 1994
- Scottish Premier League

1998
- Scottish Cup

1991, 1995
- Scottish League Cup

1998